# Woolwich

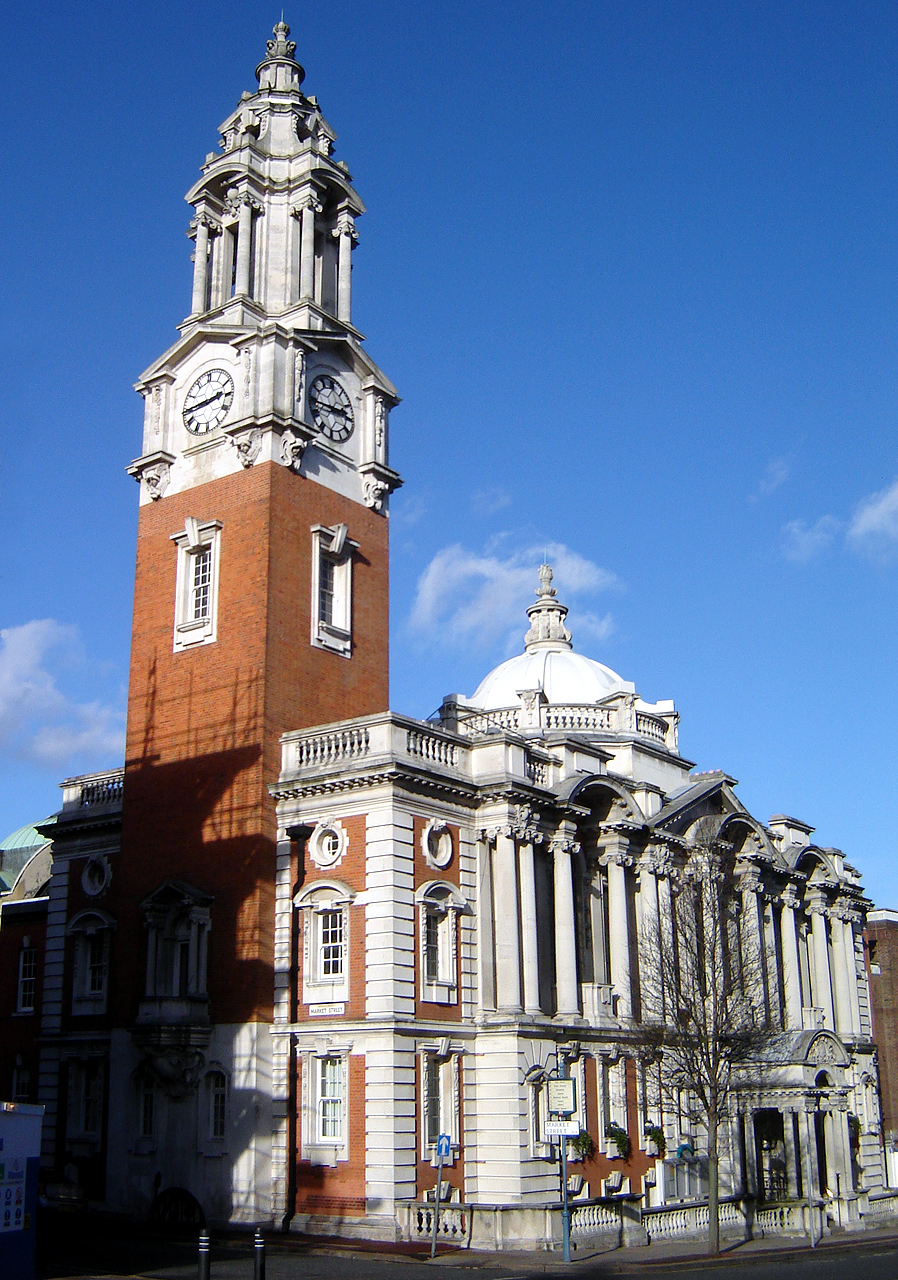
Woolwich tidigare Stadshus

Woolwich (uttal: Woolitch) är en stadsdel (district) i sydöstra delen av Storlondon i England och en del av London Borough of Greenwich på Themsens södra bank, men med den lilla exklaven North Woolwich (nu en del av London Borough of Newham) på norra banken.
Det är sannolikt att namnet kan härledas från anglosaxiskan och betyder platsen för ullhandel.
Royal Military Academy fanns i Woolwich från 1741 fram till andra världskrigets utbrott 1939. Akademin i Woolwich slogs sedan samman med den i Sandhurst och The Royal Military Academy Sandhurst öppnades igen 1947. 
År 1886 bildades fotbollsklubben Royal Arsenal (nuvarande Arsenal FC i Woolwich. Klubben tog sitt namn efter de stora militära anläggningarna, Royal Arsenal, som tidigare låg här.Arsenal FC flyttade till London Borough of Islington 1913.
Mellan Woolwich och North Woolwich går färjan Woolwich Ferry över Themsen. Det finns också en tunnel, Woolwich gångtunnel, för fotgängare.
1889 blev Woolwich en del av London i och med bildandet av London County Council. 1900 bildade Woolwich, Eltham och Plumstead Metropolitan Borough of Woolwich.
Detta gällde till 1965 då nuvarande London Borough of Greenwich bildades.
Den 22 maj 2013 begicks i Woolwich ett brutalt mord där två misstänkta gärningsmän, med knivar och en pistol, mördade en brittisk soldat, Lee Rigby, på en gata i stadsdelen, medan de uttalade "Allahu Akbar". De två männen sköts sedermera av polisen och fördes till två olika sjukhus.